# ジェイミソン・グリア
ジェイミソン・リー・グリア（英語: Jamieson Lee Greer, 1979年／1980年 - ）は、アメリカ合衆国の弁護士、元空軍将校。第2次トランプ政権でアメリカ合衆国通商代表（第20代）を務めている。
グリアは、マイケル・オーカーランド・レヴィット以来16年ぶりのモルモン教徒の閣僚級高官である。

## 経歴
1998年にカリフォルニア州のパラダイス高校卒業した後、ブリュッセルでモルモン教の宣教師として過ごした。グリアはブリガムヤング大学に入学し、国際関係論を専攻した。また、パリ第1パンテオン・ソルボンヌ大学とパリ政治学院で修士号を取得した後、バージニア大学法科大学院で博士号を取得した。修了後の2007年、欧州司法裁判所で法律書記官として働いた。